# 평택시의 국회의원

## 행정구역 변천
- 1945년 8월 15일 경기도 평택군
- 1981년 7월 1일 평택군 송탄읍이 송탄시로 승격
- 1983년 2월 15일 안성군 원곡면 용이리·죽백리·청용리·월곡리, 공도면 소사리 편입
- 1986년 1월 1일 평택군 평택읍이 평택시로 승격
- 1987년 1월 1일 화성군 양감면 고렴리 편입
- 1989년 4월 1일 평택군 안중면 설치
- 1995년 1월 1일 송탄시·평택시·평택군을 통합하여 평택시 설치

## 평택시의 역대 국회의원 일람
| 대수         | 이름            | 소속정당     | 임기                               | 선거구역                                                                                          | 개표결과 |
| ------------ | --------------- | ------------ | ---------------------------------- | ------------------------------------------------------------------------------------------------- | -------- |
| 제1대        | 최석화(崔錫和)  | 자유당       | 1948년 5월 31일 ~ 1950년 5월 30일  | 평택군 일원(제25선거구)                                                                           |          |
| 제2대        | 안재홍(安在鴻)  | 무소속       | 1950년 5월 31일 ~ 1954년 5월 30일  | 평택군 일원(제17선거구)                                                                           |          |
| 제3대        | 황경수(黃慶秀)  | 자유당       | 1954년 5월 31일 ~ 1958년 5월 30일  | 평택군 일원(제16선거구)                                                                           |          |
| 제4대        | 정존수(鄭存秀)  | 자유당       | 1958년 5월 31일 ~ 1960년 7월 28일  | 평택군 일원(제16선거구)                                                                           |          |
| 제5대 민의원 | 이병헌(李炳憲)  | 민주당       | 1960년 7월 29일 ~ 1961년 5월 16일  | 평택군 일원(제17선거구)                                                                           |          |
| 제6대        | 유치송(柳致松)  | 민정당       | 1963년 12월 17일 ~ 1967년 6월 30일 | 평택군 일원(제9선거구)                                                                            |          |
| 제7대        | 이윤용(李允鎔)  | 민주공화당   | 1967년 7월 1일 ~ 1971년 6월 30일   | 평택군 일원(제9선거구)                                                                            |          |
| 제8대        | 최영희(崔榮喜)  | 민주공화당   | 1971년 7월 1일 ~ 1972년 10월 17일  | 평택군 일원(제10선거구)                                                                           |          |
| 제9대        | 유치송(柳致松)  | 신민당       | 1973년 3월 12일 ~ 1979년 3월 11일  | 평택군·용인군·안성군 일원(제5선거구)                                                              |          |
| 제9대        | 서상린(徐相潾)  | 민주공화당   | 1973년 3월 12일 ~ 1979년 3월 11일  | 평택군·용인군·안성군 일원(제5선거구)                                                              |          |
| 제10대       | 유치송(柳致松)  | 신민당       | 1979년 3월 12일 ~ 1980년 10월 27일 | 평택군·용인군·안성군 일원(제5선거구)                                                              |          |
| 제10대       | 서상린(徐相潾)  | 민주공화당   | 1979년 3월 12일 ~ 1980년 10월 27일 | 평택군·용인군·안성군 일원(제5선거구)                                                              |          |
| 제11대       | 이자헌(李慈憲)  | 민주정의당   | 1981년 4월 11일 ~ 1985년 4월 10일  | 평택군·안성군 일원(제10선거구)                                                                    |          |
| 제11대       | 유치송(柳致松)  | 민주한국당   | 1981년 4월 11일 ~ 1985년 4월 10일  | 평택군·안성군 일원(제10선거구)                                                                    |          |
| 제12대       | 이자헌(李慈憲)  | 민주정의당   | 1985년 4월 11일 ~ 1988년 5월 29일  | 송탄시·평택군·안성군 일원(제8선거구)                                                              |          |
| 제12대       | 유치송(柳致松)  | 민주한국당   | 1985년 4월 11일 ~ 1988년 5월 29일  | 송탄시·평택군·안성군 일원(제8선거구)                                                              |          |
| 제13대       | 권달수(權達洙)  | 민주정의당   | 1988년 5월 30일 ~ 1992년 5월 29일  | 송탄시·평택시 일원                                                                                |          |
| 제13대       | 이자헌(李慈憲)  | 민주정의당   | 1988년 5월 30일 ~ 1992년 5월 29일  | 평택군 일원                                                                                       |          |
| 제14대       | 김영광(金永光)  | 민주자유당   | 1992년 5월 30일 ~ 1996년 5월 29일  | 송탄시·평택시 일원                                                                                |          |
| 제14대       | 이자헌(李慈憲)  | 민주자유당   | 1992년 5월 30일 ~ 1996년 5월 29일  | 평택군 일원                                                                                       |          |
| 제15대       | 원유철(元裕哲)  | 무소속       | 1996년 5월 30일 ~ 2000년 5월 29일  | 평택시 갑: 진위면 서탄면 중앙동 서정동 동부동 도원동 지산동 송북동 신장1동 신장2동 통복동 세교동  |          |
| 제15대       | 허남훈(許南薰)  | 자유민주연합 | 1996년 5월 30일 ~ 2000년 5월 29일  | 평택시 을: 팽성읍 고덕면 오성면 청북면 포승면 현덕면 안중면 신평동 원평동 비전1동 비전2동         |          |
| 제16대       | 원유철(元裕哲)  | 새천년민주당 | 2000년 5월 30일 ~ 2004년 5월 29일  | 평택시 갑: 진위면 서탄면 중앙동 서정동 송탄동 지산동 송북동 신장1동 신장2동 통복동 세교동         |          |
| 제16대       | 정장선(鄭長善)  | 새천년민주당 | 2000년 5월 30일 ~ 2004년 5월 29일  | 평택시 을: 팽성읍 고덕면 오성면 청북면 포승면 현덕면 안중면 신평동 원평동 비전1동 비전2동         |          |
| 제17대       | 우제항(禹濟恒)  | 열린우리당   | 2004년 5월 30일 ~ 2008년 5월 29일  | 평택시 갑: 진위면 서탄면 중앙동 서정동 송탄동 지산동 송북동 신장1동 신장2동 통복동 세교동         |          |
| 제17대       | 정장선(鄭長善)  | 열린우리당   | 2004년 5월 30일 ~ 2008년 5월 29일  | 평택시 을: 팽성읍 안중읍 고덕면 오성면 청북면 포승면 현덕면 신평동 원평동 비전1동 비전2동         |          |
| 제18대       | 원유철(元裕哲)  | 한나라당     | 2008년 5월 30일 ~ 2012년 5월 29일  | 평택시 갑: 진위면 서탄면 중앙동 서정동 송탄동 지산동 송북동 신장1동 신장2동 통복동 세교동         |          |
| 제18대       | 정장선(鄭長善)  | 통합민주당   | 2008년 5월 30일 ~ 2012년 5월 29일  | 평택시 을: 팽성읍 안중읍 포승읍 고덕면 오성면 청북면 현덕면 신평동 원평동 비전1동 비전2동         |          |
| 제19대       | 원유철(元裕哲)  | 새누리당     | 2012년 5월 30일 ~ 2016년 5월 29일  | 평택시 갑: 진위면 서탄면 중앙동 서정동 송탄동 지산동 송북동 신장1동 신장2동 통복동 세교동         |          |
| 제19대       | 이재영(李在暎)  | 새누리당     | 당선 무효                          | 평택시 을: 팽성읍 안중읍 포승읍 고덕면 오성면 청북면 현덕면 신평동 원평동 비전1동 비전2동         |          |
| 제19대       | 유의동(兪義東)  | 새누리당     | 2014년 7월 31일 ~ 2016년 5월 29일  | 평택시 을: 팽성읍 안중읍 포승읍 고덕면 오성면 청북면 현덕면 신평동 원평동 비전1동 비전2동         |          |
| 제20대       | 원유철(元裕哲)  | 새누리당     | 2016년 5월 30일 ~ 2020년 5월 29일  | 평택시 갑: 진위면 서탄면 중앙동 서정동 송탄동 지산동 송북동 신장1동 신장2동 통복동 세교동         |          |
| 제20대       | 유의동(兪義東)  | 새누리당     | 2016년 5월 30일 ~ 2020년 5월 29일  | 평택시 을: 팽성읍 안중읍 포승읍 고덕면 오성면 청북면 현덕면 신평동 원평동 비전1동 비전2동         |          |
| 제21대       | 홍기원(洪起元)  | 더불어민주당 | 2020년 5월 30일 ~2024년 5월 29일   | 평택시 갑: 진위면 서탄면 중앙동 서정동 송탄동 지산동 송북동 비전1동 신장1동 신장2동 통복동 세교동 |          |
| 제21대       | 유의동(兪義東)  | 미래통합당   | 2020년 5월 30일 ~2024년 5월 29일   | 평택시 을: 팽성읍 안중읍 포승읍 고덕면 오성면 청북면 현덕면 신평동 원평동 비전2동 고덕동          |          |
| 제22대       | 홍기원(洪起元)  | 더불어민주당 | 2024년 5월 30일 ~ 현재             | 평택시 갑: 진위면 서탄면 중앙동 서정동 송탄동 지산동 송북동 신장1동 신장2동 통복동 세교동         |          |
| 제22대       | 이병진(李炳鎭)  | 더불어민주당 | 2024년 5월 30일 ~ 현재             | 평택시 을: 팽성읍 안중읍 포승읍 고덕면 오성면 청북면 현덕면 고덕동                                |          |
| 제22대       | 김현정 (金鉉正) | 더불어민주당 | 2024년 5월 30일 ~ 현재             | 평택시 병: 신평동 원평동 비전1동 비전2동 용이동 동삭동                                            |          |

## 같이 보기
- 평택시 갑
- 평택시 을
- 평택시 병
- 송탄시·평택시
- 평택군 (1988년 선거구)
- 평택군의 국회의원
- 안성군의 국회의원
- 용인군의 국회의원
- 안성시의 국회의원
- 용인시의 국회의원
- 이천군의 국회의원
- 이천시의 국회의원
- 천안시의 국회의원